# Stand Still, Stay Silent
Stand Still, Stay Silent es un webcomic, creado por la artista sueco-finlandesa Minna Sundberg, que se publicó entre 2013 y 2022. Ambientado en unos países nórdicos postapocalípticos, el webcomic incorpora elementos de la mitología nórdica. Fue muy elogiado por la crítica debido a sus hermosas imágenes y a su cartografía. En 2015 recibió un premio Reuben en la categoría "online - formato largo".

## Descripción general
Stand Still, Stay Silent retrata un mundo posapocalíptico ambientado 90 años después de que una pandemia devastara el mundo tal y como lo conocemos. Como parte de la construcción de este nuevo mundo, Sundberg utiliza elementos de la mitología nórdica, un pasado mítico poblado por magos, héroes y monstruos legendarios.
El prólogo del cómic muestra las interacciones de diversos grupos de personas (tanto familiares como desconocidos), viviendo en los países nórdicos actuales en el marco del comienzo de una pandemia. La trama principal del cómic comienza un siglo después de estos eventos y sigue a los descendientes de los distintos personajes del prólogo. Estos personajes, investigadores "mal financiados y terriblemente no cualificados", se aventuran fuera de los asentamientos fuertemente fortificados que conforman lo que queda del mundo conocido. Sus aventuras en el llamado "mundo silencioso" (el mundo externo, un espacio inhabitable devastado por la pandemia y los monstruos) han sido comparadas con un diario de viaje por Comic Book Resources.
Sundberg es una aficionada a los mapas y la topografía, y su cómic hace un amplio uso de proyecciones de costas, montañas y fiordos. El cómic cuenta también con varias páginas informativas que detallan distintos aspectos de este mundo imaginario, tales como un árbol genealógico de lenguas que fue muy difundido fuera del fandom del cómic. Estas y otras inserciones expositivas (como anuncios dentro del mundo real) brindan contexto sobre las regiones que visitan los personajes, los peligros que enfrentan y las formas sutiles y evidentes en que su mundo se ha desviado del del lector.

## Desarrollo
En 2012, mientras estudiaba diseño gráfico en la Universidad de Arte y Diseño de Helsinki, Sundberg lanzó un webcomic "de práctica" de 500 páginas de largo, titulado A Redtail's Dream. En noviembre de 2013 comenzó con su gran proyecto, Stand Still, Stay Silent. Sundberg realizó una campaña de financiación colectiva en Indiegogo para publicar una versión impresa del webcomic, que recaudó casi 125.000 dólares estadounidenses. El 27 de septiembre de 2018 finalizó la primera "aventura" del cómic, y el 14 de octubre del mismo año comenzó la llamada Aventura 2. El 28 de marzo de 2022 se publicó la página 1534, que puso fin al cómic.

## Libros y traducciones
- Sundberg, Minna: Stand Still, Stay Silent, Book 1, pág. 324. Edición de autor, 2015.  (impresión)ISSN 2342-8899 (en línea).
- Sundberg, Minna: Stand Still, Stay Silent, Book 2, pág. 260. Cómics Hiveworks, 2018.ISBN 978-1-946698-06-3
- Sundberg, Minna: Stand Still, Stay Silent, Book 3, pág. 304. Cómics Hiveworks, 2020.ISSN 2342-8880 (libro impreso),ISSN 2342-8899 (en línea).
- Sundberg, Minna: Stand Still, Stay Silent Livre 1, pág. 328. Edición Akileos, 2018.ISBN 978-2-35574-353-5
- Sundberg, Minna: Stand Still, Stay Silent Livre 2, pág. 260. Edición Akileos, 2019.ISBN 978-2-35574-363-4
- Sundberg, Minna: Stand Still, Stay Silent. Livre 3. artículo 304. Edición Akileos, 2020.ISBN 978-2-35574-453-2